# Jack Underman
John O. "Jack" Underman (Ohio, 17 de agosto de 1925 - Elyria, Ohio, 23 de octubre de 1969) fue un jugador de baloncesto estadounidense. Con 1,98 metros de estatura, jugaba en la posición de pívot.

## Trayectoria deportiva

### Universidad
Jugó cuatro temporadas con los Buckeyes de la Universidad Estatal de Ohio, con los que logró el tercer puesto en el Torneo de la NCAA de 1946, temporada en la que promedió 15,6 puntos por partido, liderando a su equipo, y por lo que fue incluido en el mejor quinteto de la Big Nine Conference. Al año siguiente apareció en el segundo mejor quinteto de la conferencia, tras promediar 10,2 puntos por encuentro.

### Profesional
Fue elegido en la séptima posición del Draft de la BAA de 1947 por los St. Louis Bombers, pero prefirió dedicarse a su carrera, convirtiéndose en cirujano maxilofacial. Falleció el 23 de octubre de 1969 víctima de un siniestro de tráfico.